# Оршанський монастир
Монастир василіян — пам'ятка архітектури пізнього бароко в місті Орша, Вітебської області Білорусі. Розташований за адресою Музейний провулок, 12, на правому березі річки Оршиця.
Ансамбль складався з церкви Покрови Матері Божої (1758—1774, не збереглася) і прибудованого до неї житлового корпусу.

## Історія

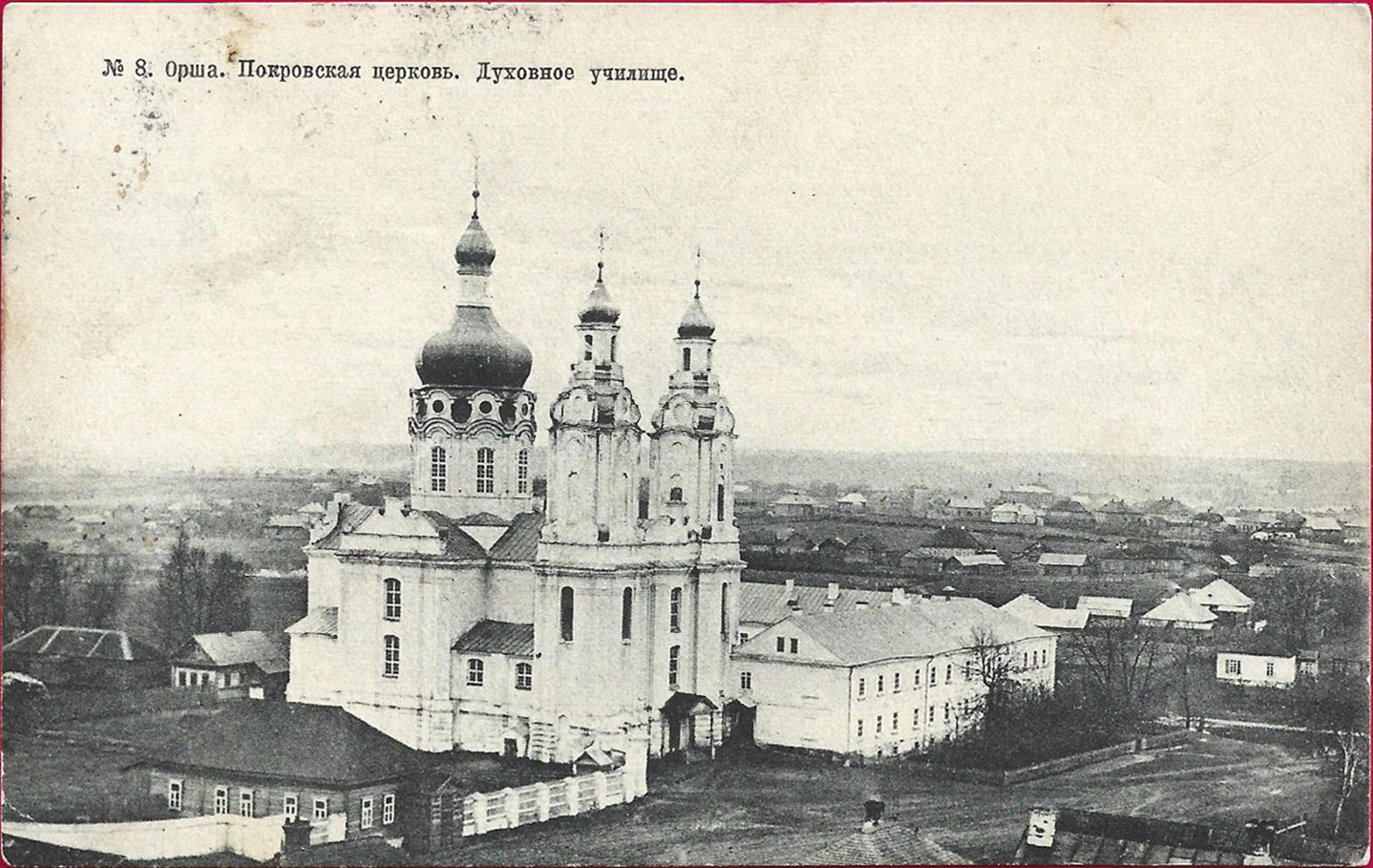
Василіянський монастир в Орші. Фото поч. ХХ ст.

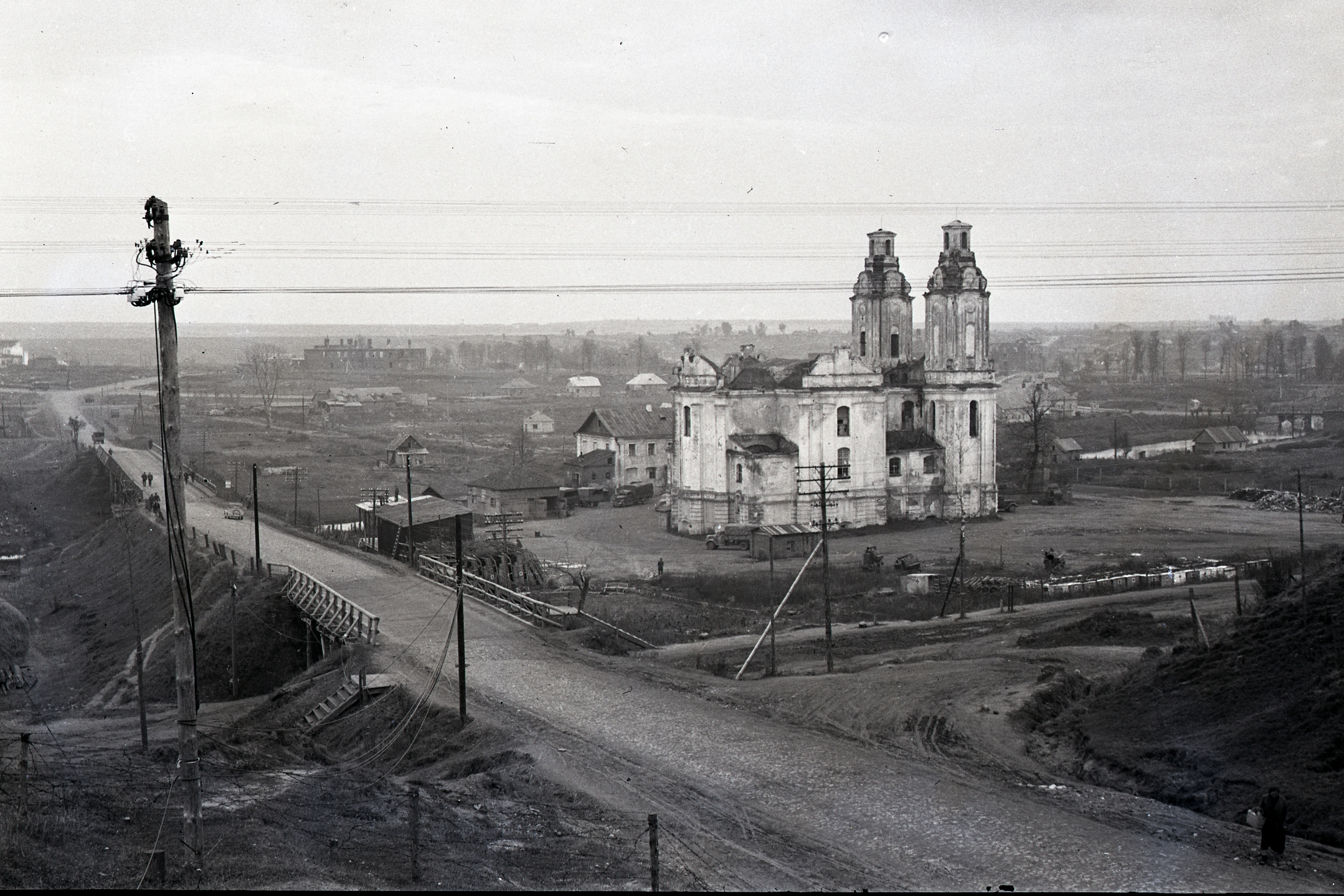
Монастир у 1943 році

Монастир був заснований у 1642 році унійним митрополитом Антонієм Селявою. Спочатку будівлі були дерев'яні. В 1758—1774 роках на кошти пеліканського старости Йосифа Лепковского і за згодою його брата ротмістра Михайла на місці старих будівель зведено двоповерховий житловий корпус і церква в честь Покрови Матері Божої. Опісля засновник вступив до Василіянського Чину і прийняв ім'я Йосиф, у 1771 році став смоленським архієпископом і після смерті в 1778 році був похований у монастирі.
В описі з 1798 року є відомості про кам'яний монастир з церквою Покрови Пресвятої Богородиці. Житловий корпус — двоповерховий, мав два крила, при чому одна частина не завершена. Територія монастиря була обгороджена кам'яним муром.
У 1832 році василіянський комплекс переданий православному чоловічому Покровському монастиреві. Житлові приміщення зайняло духовне училище. Церква була перебудована і набула рис класицизму. В 1850-тих роках над середохрестям побудований високий дерев'яний барабан з куполом. Зроблено новий іконостас.
8 червня 1905 року буревій зніс дерев'яний купол із середохрестя. У 1930-ті роки комплекс був переданий краєзнавчому музеєві.
У 1967 році церкву висадили у повітря. Монастирський корпус використовувався під житло.

## Архітектура

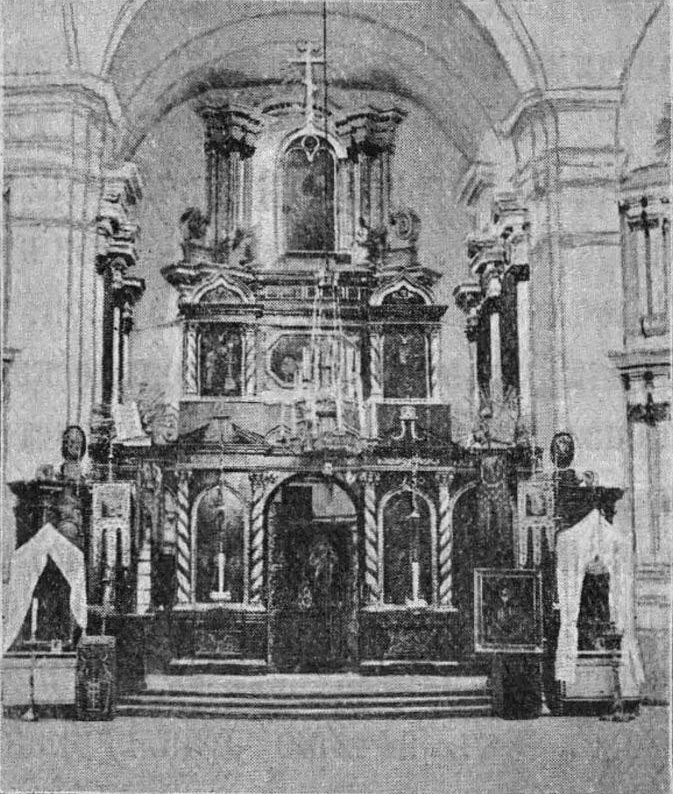
Вівтарна частина храму

Монастир складався з об'єднаних в єдиний асиметричний архітектурний комплекс церкви Покрова Божої Матері і житлового корпусу.
Церква була тринавною хрестово-купольною двобанною базилікою. Над середохрестям був зведений високий дерев'яний барабан з куполом. Мала кам'яні вівтарі на честь Покрови Богородиці, Розп'яття Господа Ісуса Христа і великомученика Василія.
Монастирський корпус вирішений Г-подібним у плані двоповерховим на високому напівпідвальному поверсі будинком під вальмовим дахом. Стіни метрової товщини краповані шаруватими пілястрами і рустованими лопатками, розчленовані позбавленими одвірків прямокутними віконними прорізами і нішами-блендами між ними. Обидва поверхи мають галерейне планування. У південно-східній частині розташована сходова клітка і зал-трапезна. Решта приміщень площею до 36 м² відводилися для житла і роботи. Сильні стіни товщиною 1 м полегшені нішами. Перекриття 1-го поверху — хрестові склепіння, 2-го — плоска балочна стеля, напівпідвального поверху — циліндричні склепіння з розпалубками.